# Ace Wilder
Ace Wilder, właściwie Alice Kristina Ingrid Gernandt (ur. 23 lipca 1982 w Sztokholmie) – szwedzka piosenkarka, kompozytorka i autorka tekstów.
Tworzyła kompozycje takim wykonawcom jak m.in. Jennifer Rush, Sweetbox, Stefanie Heinzmann, Honorata „Honey” Skarbek, Jolin Tsai czy Margaret Berger.

## Kariera

### Wczesne lata
Urodziła się 23 lipca 1982 w Sztokholmie, zaś dorastała na Florydzie w Stanach Zjednoczonych. Przez kilka lat trenowała taniec jazzowy, startując w różnych konkursach związanych z tą dyscypliną. Z powodu urazu kolana musiała jednak zakończyć treningi. W 1999 roku, mając 17 lat wróciła do rodzinnej Szwecji, gdzie zaczęła trenować taniec uliczny. Wkrótce potem wraz z dwoma przyjaciółmi założyła zespół muzyczny Papermoon Dragon, z którym w 2006 roku wylansowała przebój „Betty”, notowany na 44. miejscu na liście sześćdziesięciu najlepiej sprzedających się singli w Szwecji. W międzyczasie pisała i komponowała piosenki dla różnych artystów na arenie międzynarodowej.

### 2013–2014:Melodifestivalen 2014i „Busy Doin’ Nothin’”
Po kilku latach pisania utworów dla innych wykonawców postanowiła rozpocząć karierę solową i podpisała kontrakt z wytwórnią Warner Music. Na początku 2013 roku wydała swój debiutancki singel „Do It”, a kilka miesięcy później kolejny – „Bitches Like Fridays”. Pod koniec roku ukazał się jej debiutancki minialbum A Wilder, który został jednym z laureatów nagród Scandipop Awards w kategorii Najlepszy EP.

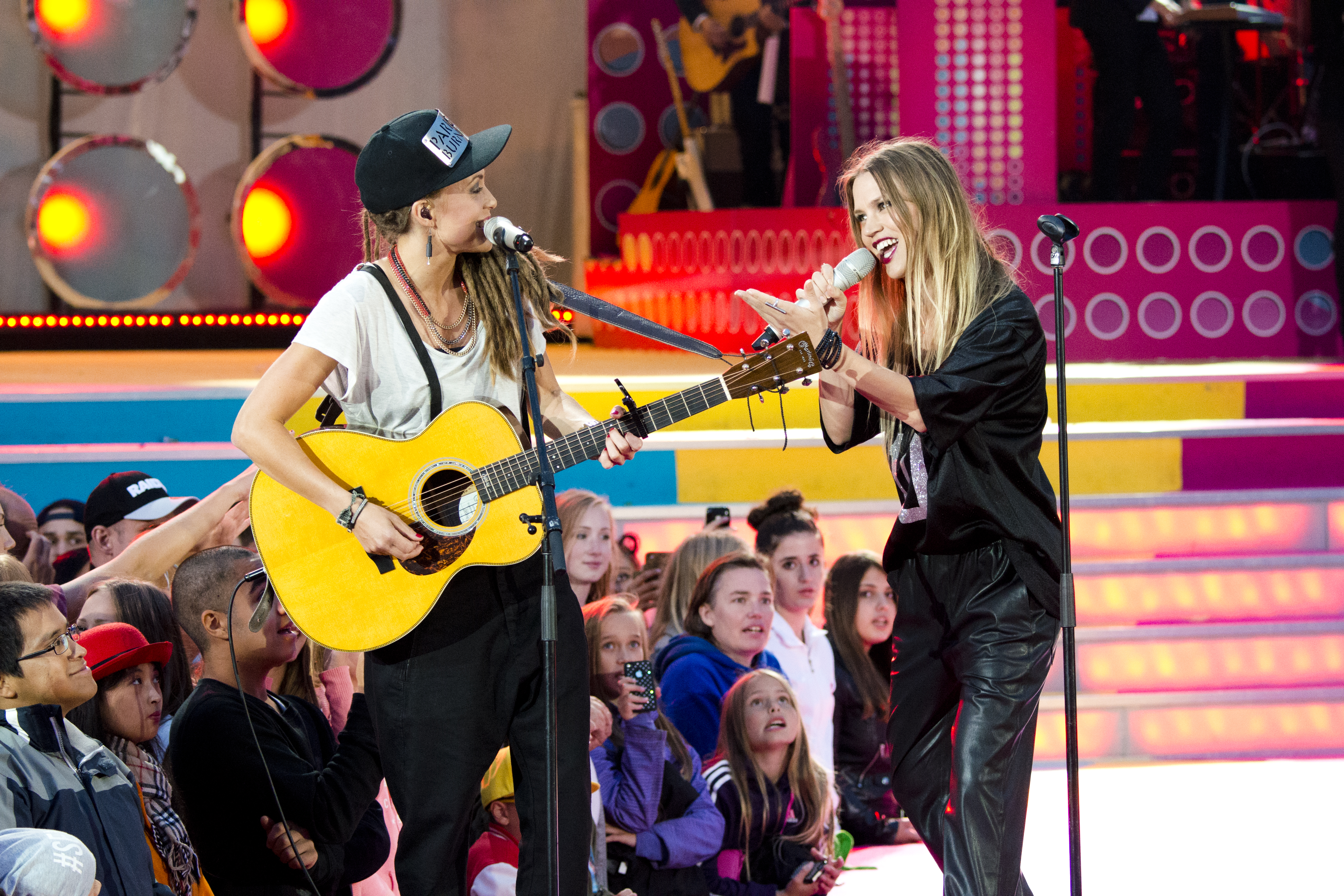
Ace Wilder (po prawej) wraz z Mariette (po lewej) podczas występu (2014)

Pod koniec 2013 roku zakwalifikowała się do udziału w Melodifestivalen 2014, które miały na celu wyłonienie reprezentanta Szwecji na 59. Konkurs Piosenki Eurowizji w Kopenhadze. Wokalistka zgłosiła się z piosenką „Busy Doin’ Nothin’”, którą napisała i skomponowała wspólnie z Joyem Debem i Linnéą Debą. 15 lutego 2014 wystąpiła w trzecim półfinale preselekcji, zorganizowanym w Scandinavium w Göteborgu. Zdobyła ponad 40 tysięcy głosów od widzów i awansowała bezpośrednio do finału. Podczas finału selekcji 8 marca w Friends Arenie piosenkarka zajęła ostatecznie 2. miejsce, zdobywając w sumie 210 punktów od widzów i jury, o 2 mniej niż zwyciężczyni Sanna Nielsen i jej kompozycja „Undo”. Po selekcjach „Busy Doin’ Nothin’” trafiło na 1. miejsce na oficjalnej szwedzkiej liście sprzedaży i otrzymało certyfikat potrójnej platyny za przekroczenie progu 120 tysięcy sprzedanych kopii. Singel był również notowany na 15. miejscu na liście w Belgii. Utwór zdobył ponadto nominację do prestiżowych szwedzkich nagród Grammis w kategorii Piosenka roku.
31 października wydała singel „Riot”, do którego powstał teledysk w reżyserii Davida Norda.

### Od 2015:The Wild Cardi kolejne starty wMelodifestivalen
12 czerwca 2015 ukazał się jej trzeci minialbum The Wild Card.
Pod koniec listopada ogłoszono, że Wilder zakwalifikowała się do stawki konkursowej krajowych eliminacji eurowizyjnych Melodifestivalen 2016, do których zgłosiła się z piosenką „Don’t Worry”. 6 lutego 2016 wystąpiła w pierwszym półfinale selekcji i awansowała do finału, zorganizowanego 12 marca. Artystka zajęła ostatecznie 3. miejsce, zdobywając w sumie 118 punktów. Singel „Don’t Worry” był notowany na 13. miejscu na szwedzkiej liście sprzedaży i otrzymał platynowy certyfikat za sprzedaż w ponad 40 tysiącach kopii.
W listopadzie ogłoszono, że piosenkarka wystąpi w szwedzkich eliminacjach eurowizyjnych Melodifestivalen 2017 z utworem „Wild Child”. 4 lutego 2017 wystąpiła w Göteborgu w pierwszym półfinale preselekcji i awansowała do finału. Podczas finału selekcji 11 marca we Friends Arenie piosenkarka zajęła ostatecznie 7. miejsce, zdobywając 67 punktów. Kompozycja „Wild Child” dotarła do 30. miejsca na szwedzkiej liście sprzedaży.

## Dyskografia

### EP
| Rok  | Dane dot. albumu                                                                                 |
| ---- | ------------------------------------------------------------------------------------------------ |
| 2013 | A Wilder - Wydany: 21 grudnia 2013 - Wytwórnia: Warner Music - Format: digital download          |
| 2014 | Busy Doin’ Nothin’ - Wydany: 23 lutego 2014 - Wytwórnia: Warner Music - Format: digital download |
| 2015 | The Wild Card - Wydany: 12 czerwca 2015 - Wytwórnia: Warner Music - Format: digital download     |

### Single
| Rok                          | Tytuł                  | Najwyższe pozycje na listach | Najwyższe pozycje na listach | Certyfikat        | Sprzedaż        | Album              |
| Rok                          | Tytuł                  | SWE                          | BEL                          | Certyfikat        | Sprzedaż        | Album              |
| ---------------------------- | ---------------------- | ---------------------------- | ---------------------------- | ----------------- | --------------- | ------------------ |
| 2013                         | „Do It”                | –                            | –                            |                   |                 | A Wilder           |
| 2013                         | „Bitches Like Fridays” | –                            | –                            |                   |                 | A Wilder           |
| 2014                         | „Busy Doin’ Nothin’”   | 1                            | 15                           | - SWE: 3× platyna | - SWE: 120 000+ | Busy Doin’ Nothin’ |
| 2014                         | „Riot”                 | –                            | –                            |                   |                 | The Wild Card      |
| 2015                         | „Stupid”               | –                            | –                            |                   |                 | The Wild Card      |
| 2015                         | „Monkey On My Back”    | –                            | –                            |                   |                 | –                  |
| 2016                         | „Don’t Worry”          | 13                           | –                            | - SWE: platyna    | - SWE: 40 000+  | –                  |
| 2016                         | „Selfish”              | –                            | –                            |                   |                 | –                  |
| 2017                         | „Wild Child”           | 30                           | –                            |                   |                 | –                  |
| 2017                         | „Dansa i neon”         | –                            | –                            |                   |                 | –                  |
| „–” singel nie był notowany. |                        |                              |                              |                   |                 |                    |

### Teledyski
| Rok  | Tytuł                  | Reżyser       |
| ---- | ---------------------- | ------------- |
| 2013 | „Do It”                | –             |
| 2013 | „Bitches Like Fridays” | –             |
| 2014 | „Busy Doin’ Nothin’”   | Oliver Martin |
| 2014 | „Riot”                 | David Nord    |
| 2016 | „Selfish”              | –             |
| 2017 | „Dansa i neon”         | –             |

## Nagrody i nominacje
| Rok  | Nagroda          | Kategoria                            | Rezultat  |
| ---- | ---------------- | ------------------------------------ | --------- |
| 2014 | Scandipop Awards | Najlepszy EP (A Wilder)              | Wygrana   |
| 2014 | Rockbjörnen      | Przełom roku                         | Nominacja |
| 2015 | Grammis          | Piosenka roku („Busy Doin’ Nothin’”) | Nominacja |